# Floriana
Floriana – jedna z jednostek administracyjnych na Malcie. Zamieszkiwana przez 2205 osób. Położona na półwyspie Sciberras pomiędzy dwiema zatokami: Grand Harbour i Marsamxett, od północy graniczy ze stolicą – Vallettą. Co roku odbywa się tutaj międzynarodowy festiwal muzyczny Isle of MTV. Znajduje się tu jedyny na Malcie ogród botaniczny – Argotti Botanical Gardens, a także baza marynarki wojennej Hay Wharf.

## Turystyka
- Floriana Lines, linia fortyfikacji
- Porte des Bombes, ozdobna brama w kształcie łuku triumfalnego

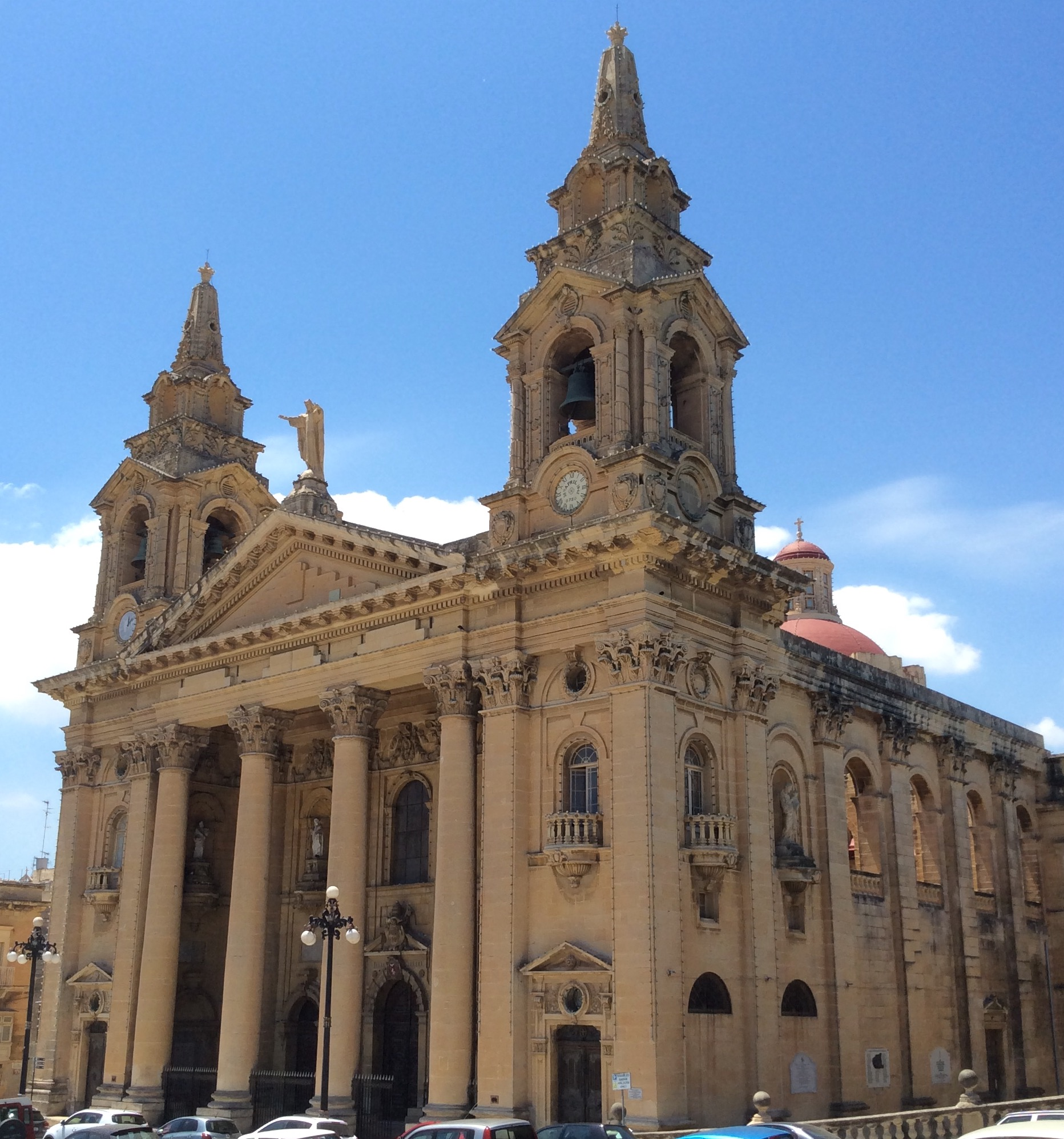
St. Publius Parish Church
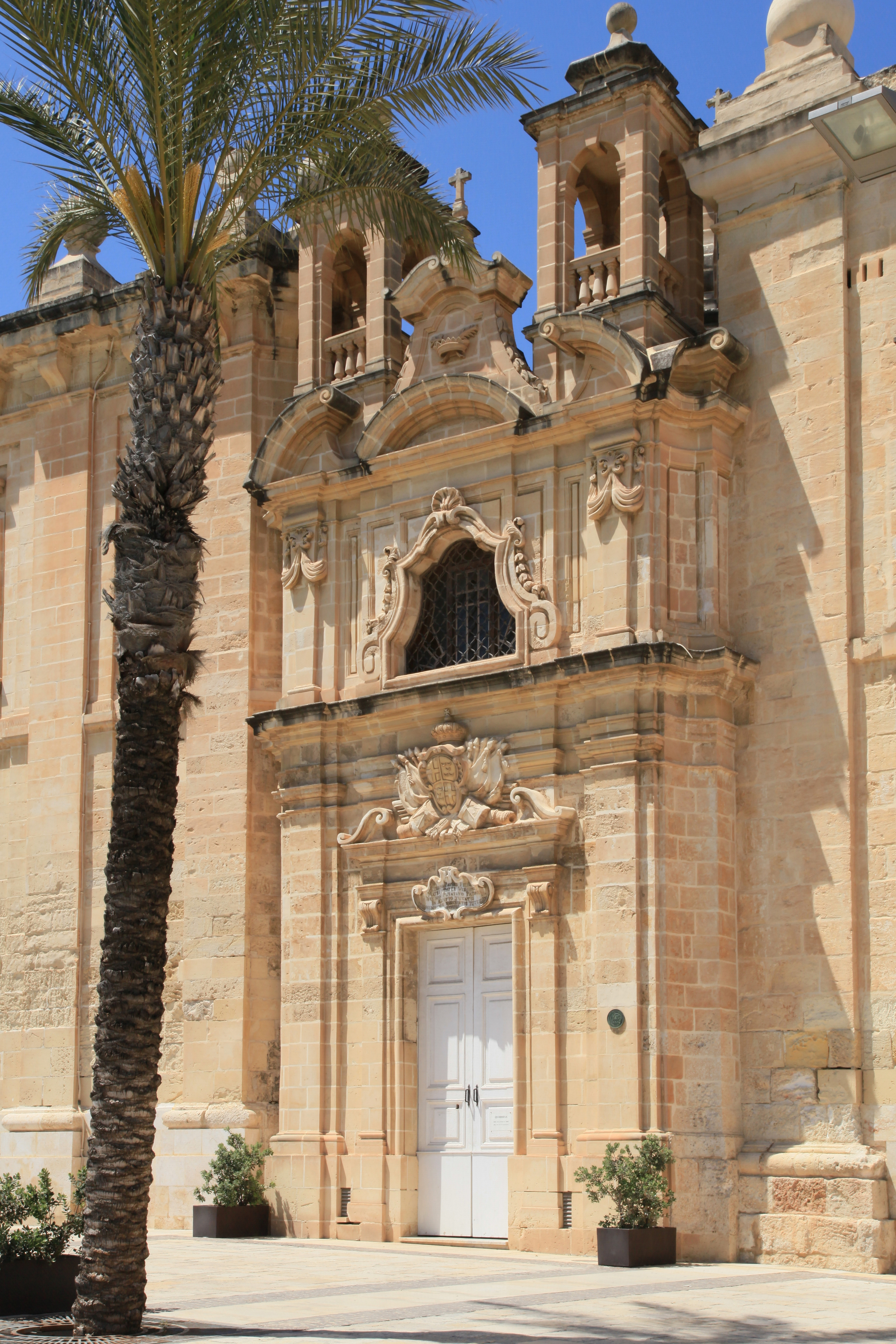
Church of the Flight into Egypt
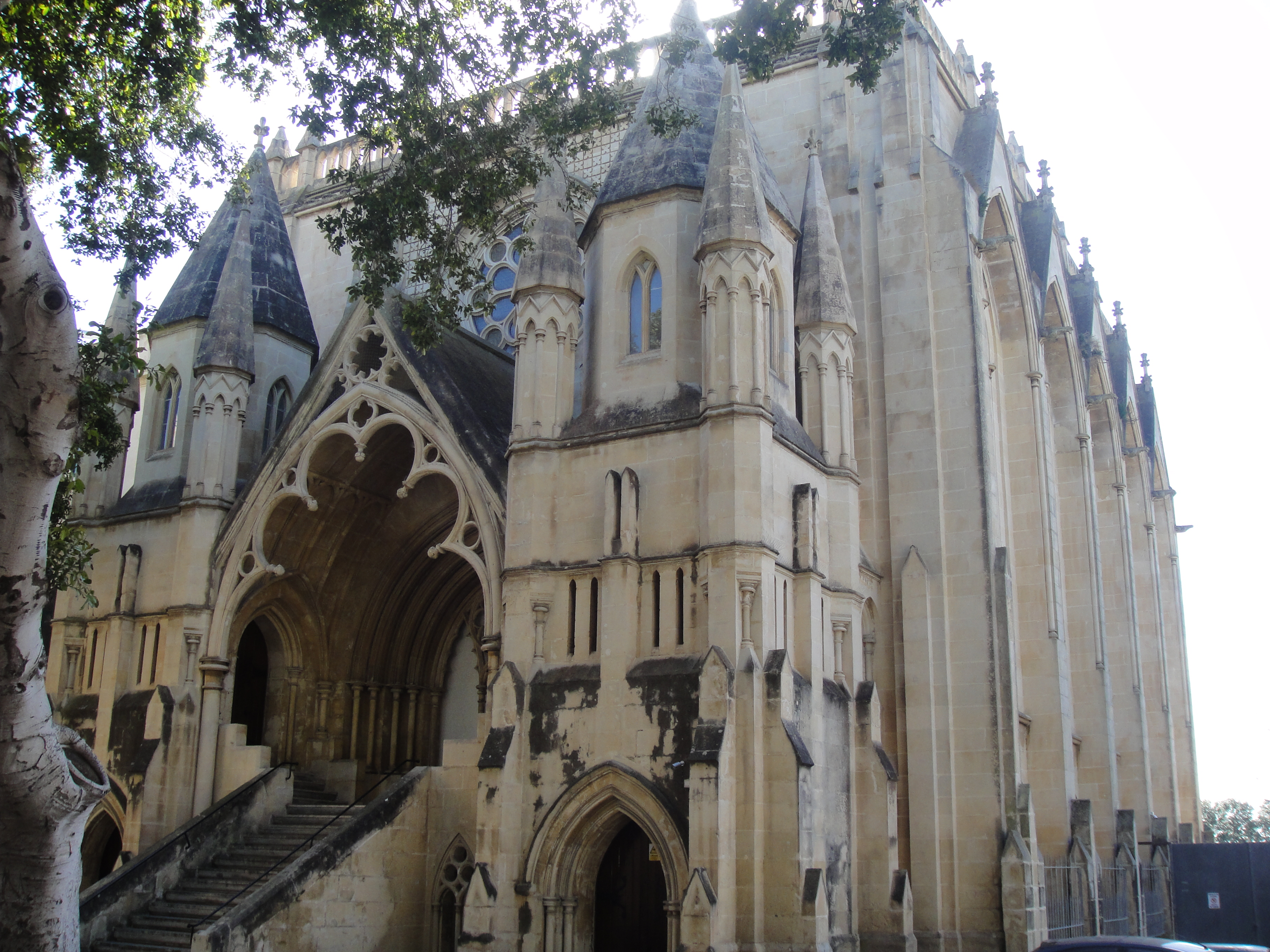
Robert Samut Hall
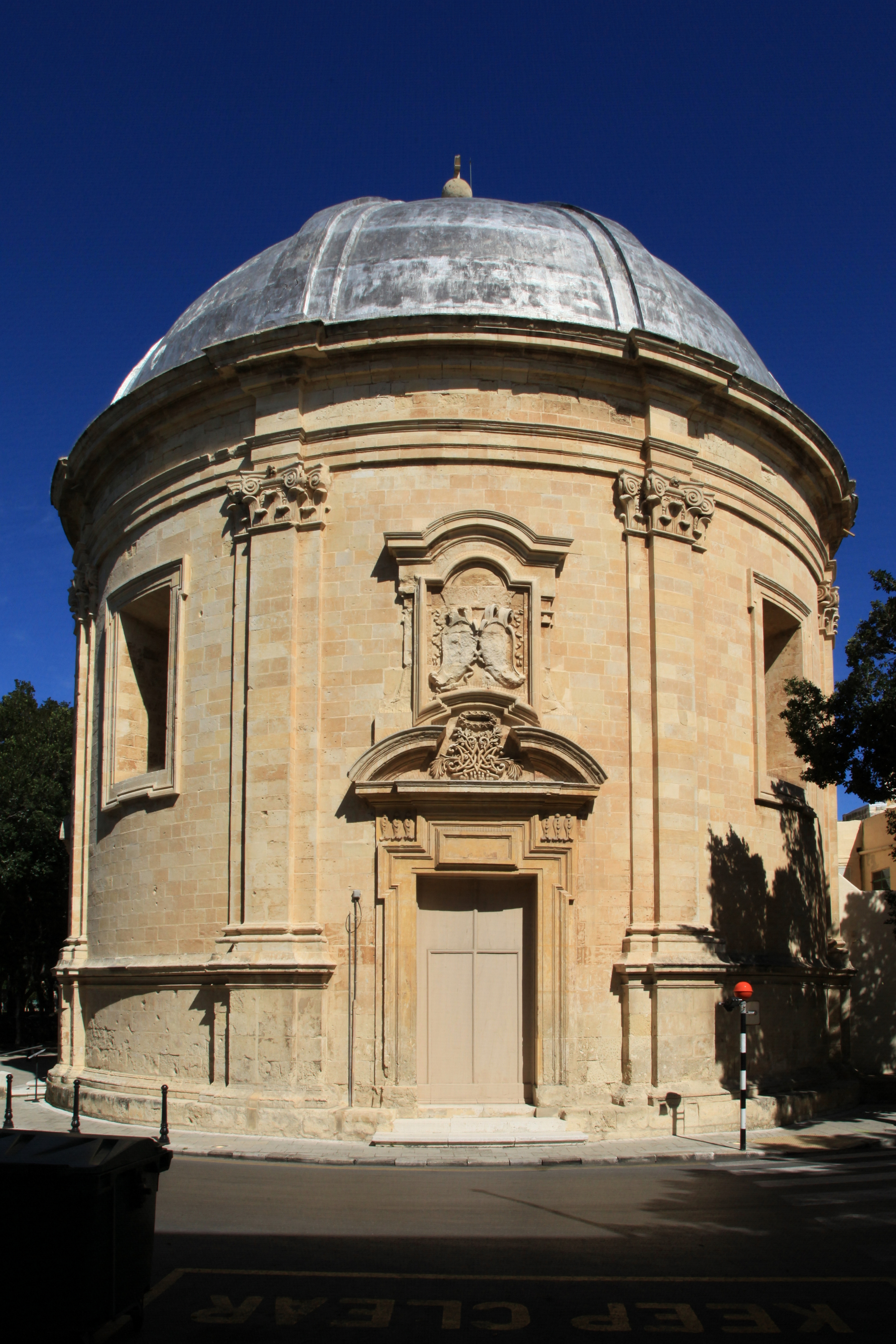
Sarria Church
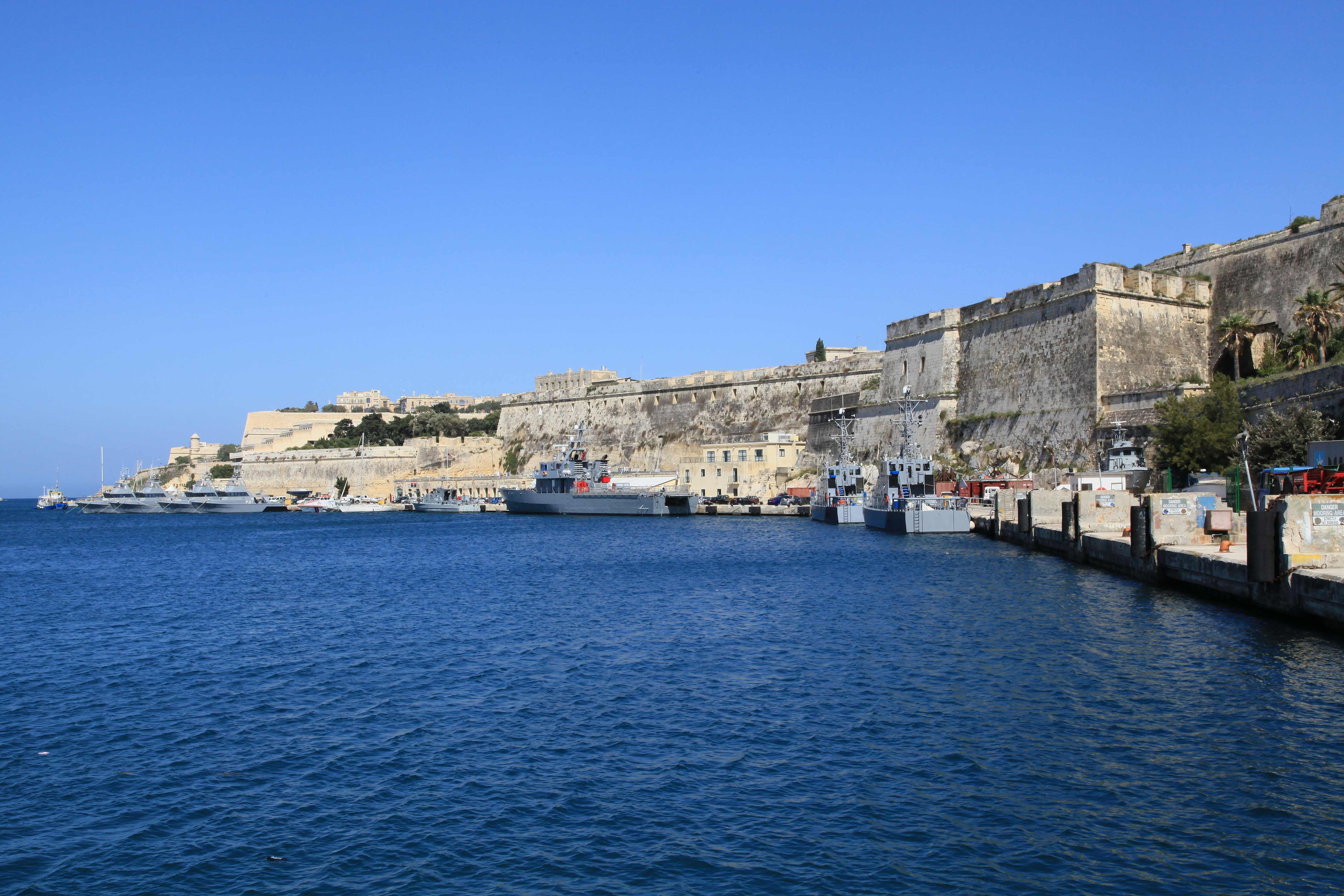
Baza marynarki wojennej Hay Wharf
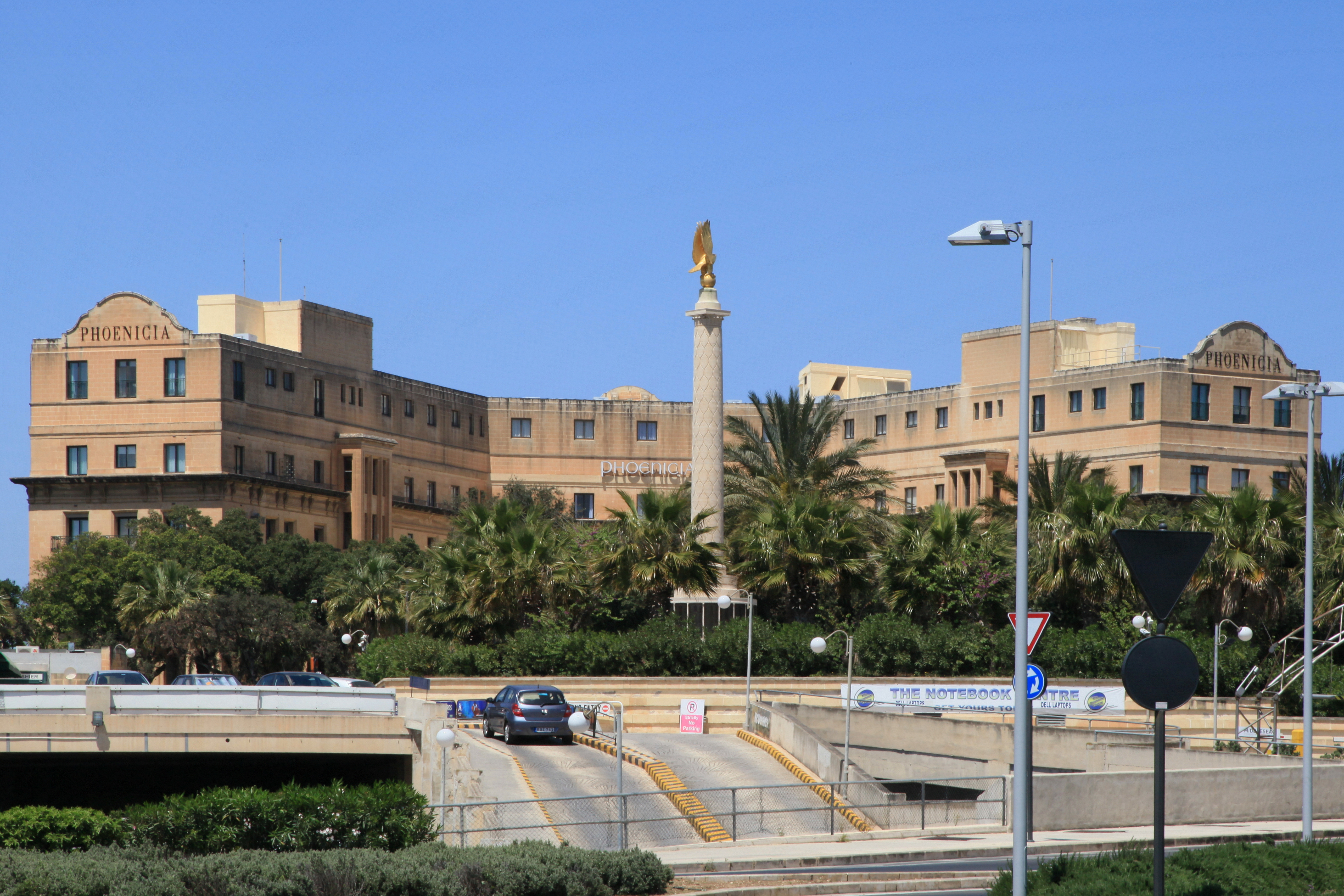
5-gwiazdkowy Hotel Phoenicia oraz pomnik Malta Memorial
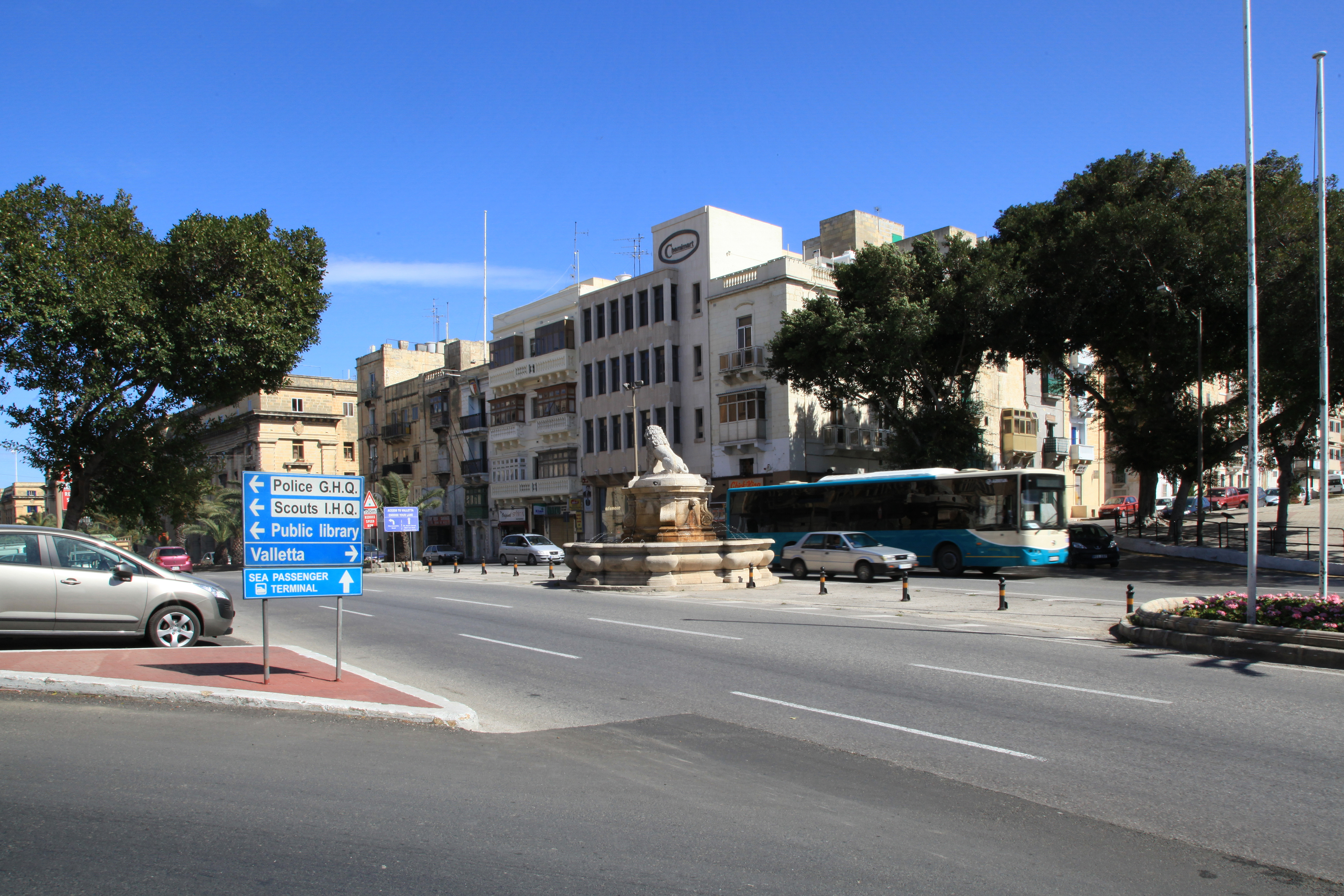
Ulica triq Sant’ Anna oraz fontanna Lion Fountain
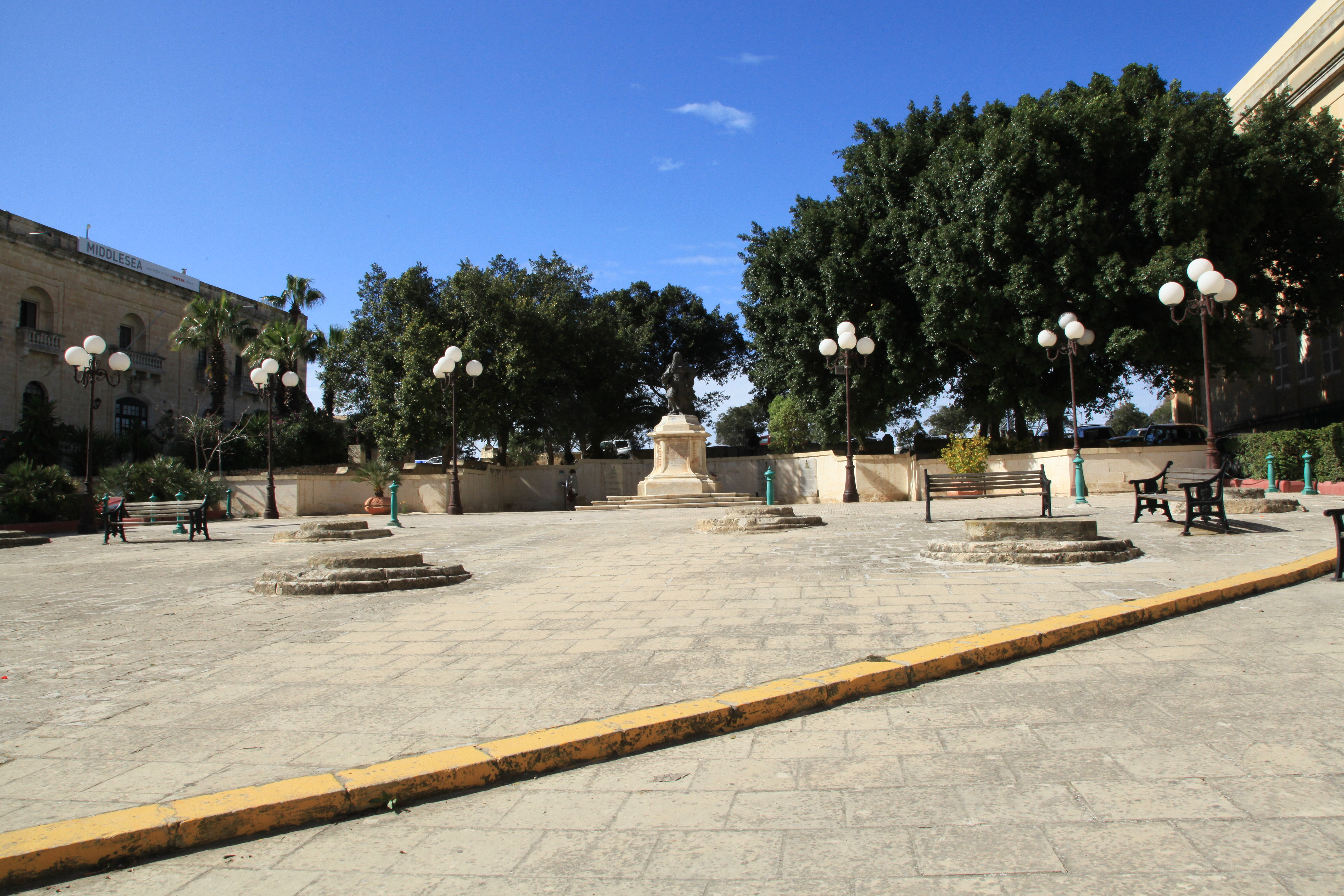
Plac Misraħ Papa Gwanni XXIII
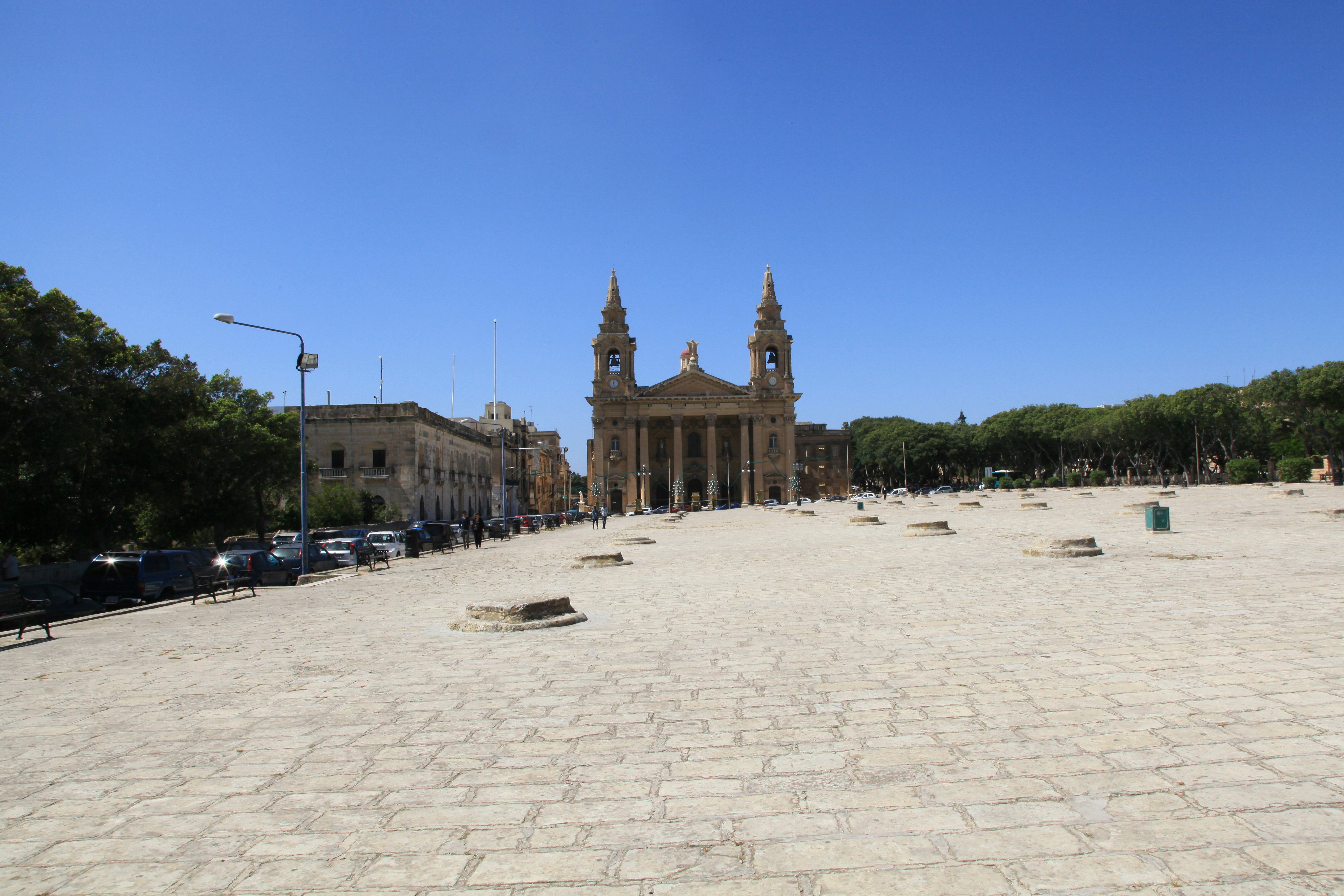
Plac Pjazza San Publju
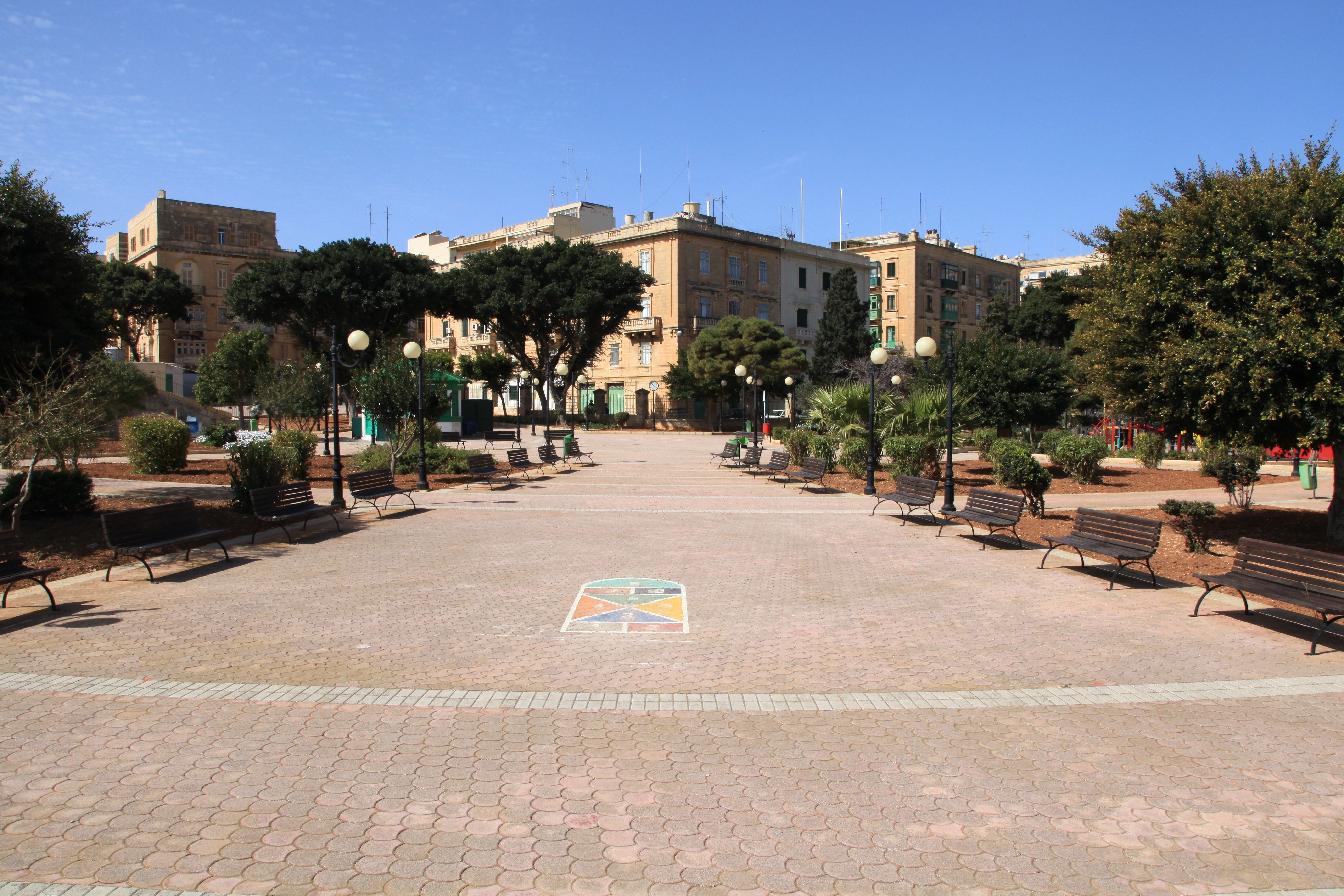
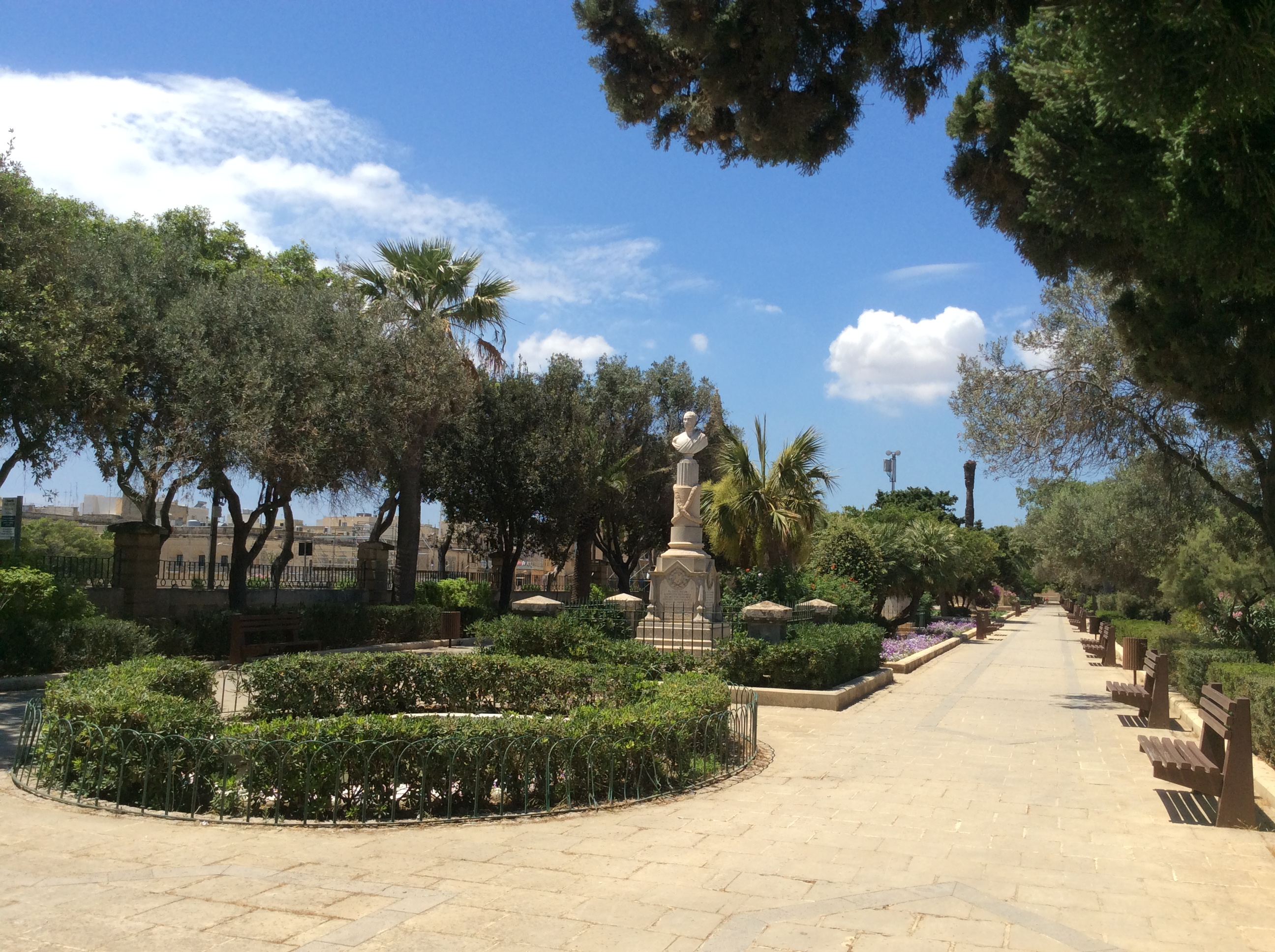
Promenada The Mall

- St. Publius Parish Church
- Church of the Flight into Egypt
- Robert Samut Hall
- Sarria Church
- Baza marynarki wojennej Hay Wharf
- 5-gwiazdkowy Hotel Phoenicia oraz pomnik Malta Memorial
- Ulica triq Sant’ Anna oraz fontanna Lion Fountain
- Plac Misraħ Papa Gwanni XXIII
- Plac Pjazza San Publju
- Promenada The Mall

## Sport
W miejscowości funkcjonuje klub piłkarski Floriana FC. Powstał w 1894 roku. Obecnie gra w najwyższej maltańskiej lidze – Maltese Premier League.